# 太安駅
座標: 北緯22度34分37秒 東経114度07分56秒 / 北緯22.57696度 東経114.13224度
太安駅（たいあんえき）は、中華人民共和国深圳市羅湖区に位置する深圳地下鉄環中線、西麗線の駅である。

## 駅構造
島式ホーム2面4線、ホームドアを有する地下駅である。
| 環中線ホーム (B2F) | ←■環中線 赤湾方面   |
| 環中線ホーム (B2F) | 島式ホーム          |
| 環中線ホーム (B2F) | ■環中線 黄貝嶺方面→ |
| 西麗線ホーム (B3F) | ←西麗線 麗水方面    |
| 西麗線ホーム (B3F) | 島式ホーム          |
| 西麗線ホーム (B3F) | ←西麗線 麗水方面    |

## 歴史
- 2011年6月22日 - 開業。

## 隣の駅
深圳地下鉄
■環中線
布心駅 - 太安駅 - 怡景駅